# Младши лейтенант
Младши лейтенант е най-нисшето офицерско звание в Българската армия между 1946 и 2010 г., както и в армиите на редица страни. В някои, като руските въоръжени сили например, то се нарича както в България, докато в други армии, главно западноевропейски и американски, званието е известно като „подлейтенант“ или „втори лейтенант“. Тъй като на випускниците от висшите военни училища директно се присвоява второто поред звание – „лейтенант“, то офицер със звание Младши лейтенант може да има в два случая:
1. При завършване на Школа за запасни офицери от военнослужещи на наборна военна служба (в периода 1945 – 2000 в България има две такива школи: ШЗО в Плевен и ШЗО във Враца), като отличниците на випуска се произвеждат в звание Младши лейтенант при завършване на школата (обикновено на шестия месец от наборната военна служба), а останалите получават звание Старшина-Школник и се произвеждат в звание Младши лейтенант при уволнението от Наборна военна служба и зачисляване в запаса, след което запасните офицери могат да бъдат произвеждани и в по-горни офицерски чинове.
2. При налагане на дисциплинарно наказание „понижение в звание с една степен“ на офицер със звание лейтенант (т.нар. разжалване)
3. При извикване на военна служба или мобилизация на офицери от резерва със звание Младши лейтенант. В армиите по света това звание се присвоява на завършилите офицерски школи, които подготвят офицери от резерва. В България те бяха закрити 2000 г., въпреки че в повечето армии на НАТО и във Въоръжените сили на Русия ги има, поради факта, че при съкращение на армията голямо количество младши офицери преминаха в резерва.

В миналото в Княжество България до 1879 г. и Руската империя до 1917 г. вместо младши лейтенант се използва званието прапоршчик.
С изменение на Закона за отбраната и въоръжените сили на Република България от 2010 г. званието младши лейтенант е отменено.